# Luis Legaz Lacambra
Luis Legaz Lacambra (Saragossa, 17 d'abril de 1906 - Madrid, 17 d'abril de 1980) fou un filòsof del dret aragonès, acadèmic de la Reial Acadèmia de Ciències Morals i Polítiques.

## Biografia
El 1928 es llicencià en dret a la Universitat de Saragossa i continuà estudis a Grenoble amb Jacques Chevalier i a Viena amb Hans Kelsen, de qui va traduir al castellà El método y los conceptos fundamentales (1933), Teoría general del Estado (1934) i Forma de Estado y filosofía (1934).
El 1932 finalment es doctorà a la Universitat Central de Madrid i començà a donar classes a la Universitat de Saragossa. A les eleccions generals espanyoles de 1933 fou candidat per la província de Saragossa per Dreta Liberal Republicana. El 8 de febrer de 1935 va obtenir per oposició la càtedra de Filosofia del Dret a la Universitat de La Laguna, però aquell mateix any fou traslladat a la de Santiago de Compostel·la.
Durant de la guerra civil espanyola va donar suport al bàndol nacional, raó per la qual fou mantingut en el seu càrrec i el 1940 fou nomenat Cap Comarcal de Falange Española Tradicionalista y de las JONS de Santiago de Compostel·la. El 1942 fou nomenat rector de la Universitat de Santiago de Compostel·la, càrrec que va mantenir fins al 1960 i que comportava ser procurador en Corts. El 1946 va rebre la Creu del Mèrit Naval amb distintiu blanc.
El 1960 es va traslladar a la Universitat de Madrid, on fou degà de la facultat de dret el 1976-1977. El 18 de desembre de 1962 fou nomenat acadèmic de la Reial Acadèmia de Ciències Morals i Polítiques. De 1962 a 1968 fou nomenat Subsecretari del Ministeri d'Educació i Ciència i el 1974 fou professor de dret de la UNED. El 1976 es va jubilar.

## Filosofia
En el seu pensament intenta equilibrar tres elements: filosofia dels valors, positivisme kelsenià i sociologisme jurídic francès de Georges Gurvitch. D'aquí, respectivament, intenta entendre conjuntament el Dret com a «punt de vista sobre la justícia», perspectivisme orteguià, com a norma i com a fet.

## Obres
- Kelsen. Estudio crítico de la teoría pura del Derecho y del Estado de la Escuela de Viena, Barcelona, Bosch, 1933.
- El Estado de Derecho en la actualidad, Madrid, Reus, 1934.
- Cuatro estudios sobre sindicalismo vertical (amb Bartolomé Aragón Gómez), Zaragoza, Tip. La Académica, 1939.
- Estudios de doctrina jurídica y social, Barcelona, Bosch, 1940.
- Horizontes del pensamiento jurídico. Estudios de Filosofía del Derecho, Barcelona, Bosch, 1947.
- Lecciones de Política Social, Santiago, Suc. de Galí, 1948.
- Derecho y libertad, Buenos Aires, Valerio Abeledo, 1952.
- El Derecho y el amor, Barcelona, Bosch, 1976.
- Filosofía del derecho, Barcelona, Bosch, 1979.